# Carlo Montano
Carlo Montano   (Liorna, 25 de setembre de 1952) és un tirador d'esgrima italià, ja retirat, especialista en floret, que va competir durant les dècades de 1970 i 1980.
El 1972 va prendre part en els Jocs Olímpics d'Estiu de Múnic, on va quedar eliminat en sèries en la prova del floret per equips del programa d'esgrima. Quatre anys més tard, als Jocs de Mont-real, va disputar dues proves del programa d'esgrima. En el floret per equips va guanyar la medalla de plata, mentre que en el floret individual quedà eliminat en sèries.
En el seu palmarès també destaquen set medalles al Campionat del Món d'esgrima, quatre de plata i tres de bronze, entre les edicions de 1974 i 1982, una d'or i una de plata als Jocs del Mediterrani i una de plata i una bronze a les Universíades. El 1977 guanyà la Copa del món d'esgrima en floret.